# Tuzson-cickafark
A Tuzson-cickafark (Achillea tuzsonii) az őszirózsafélék (Asteraceae) családjának cickafark (Achillea) nemzetségébe tartozó faj. Magyarországon endemikus flóraelem, 2001-ben fokozottan védetté nyilvánították.

## Alaki jellemzői
Mintegy 20–25 cm magasra nő meg. Középső szárlevele 9–10 cm hosszú és 2–3 cm széles. A levélszárnyak szélessége 2–3 mm annál a pontnál, ahol a levélszárny cimpákra kezd tagolódni.
Nagyon hasonlít a hegyközi cickafarkra (Achillea crithmifolia), de annál erőteljesebb megjelenésű és minden részét tekintve (pl. szárlevelei, fészekvirágzata) nagyobb. 1977-ben Soó Rezső nem önálló fajnak, hanem a hegyközi cickafark egyik változatának tekintette, azaz eszerint tudományos neve: Achillea crithmifolia var. tuzsonii (Ujhelyi) Soó 1978. 1982-ben Simon Tibor a Kárpát-medencén belül endemikusnak, egyúttal unikálisnak nevezte. Magyar szerzők 1999-ben faji önállóságát továbbra is bizonytalannak tartották, s habár nem állították, de feltételezték, hogy a hegyközi cickafark egyik változata vagy hibridje lehet.

## Előfordulása, élőhelye
A Mátrában az Ágasváron fordul elő, ahol andeziten kialakult sziklagyepben él.

## Életmódja
A Raunkiær-féle életforma-osztályozás alapján életformája hemikriptofita. Júniustól júliusig (szeptemberig) virágzik.

## További információ
- Ujhelyi, József:  New species and new section of the genus Achillea L. (Asteraceae). (angolul)  Annales Historico-Naturales Musei Nationalis Hungarici,  LXVII. évf.   (1975)   41–55. o. ISSN 0521-4726 Hozzáférés: 2021. június 6.   (pdf)